# Aaron Mooy
Aaron Frank Mooy (Sydney, 15 settembre 1990) è un ex calciatore australiano, di ruolo centrocampista.

## Carriera

### Club
Aaron Mooy nasce a Sydney, ma cresce calcisticamente nel Bolton, in Inghilterra, disputando 13 partite nella squadra Under-21. Il 1º ottobre 2010 viene acquistato dal St. Mirren Football Club, club scozzese che disputa la Scottish Premiership. Totalizza 30 presenze e 2 reti.
Nel luglio 2012 viene acquistato dal Western Sydney con il quale disputa 53 partite condite da 5 reti. Dopo due anni passa al Melbourne City. Qui indossa la maglia per 53 volte, segnando 18 gol e fornendo 14 assist.
Il 1º luglio 2016 passa a parametro zero al Manchester City. Il giorno seguente viene ceduto in prestito stagionale al Huddersfield Town, in Championship. A fine stagione, complice anche la vittoria del campionato e ottenendo la promozione in Premier League, viene acquistato sempre dal Huddersfield Town per una cifra vicina ai 10 milioni di sterline.
Dopo 2 anni di militanza tra le file del Huddersfield Town e dopo essere appena retrocessi in Championship, il centrocampista australiano passa prima in prestito annuale e alla scadenza di quest'ultimo viene definitivamente riscattato dal Brighton, con un contratto fino al 2023.
Il 28 agosto 2020, passa a titolo definitivo per giocare in Cina con lo Shanghai SIPG.
Il 19 luglio 2022 fa ritorno in Europa firmando per il Celtic. Milita con gli scozzesi per una stagione, al termine del quale annuncia il proprio ritiro dal calcio giocato.

### Nazionale
Nel 2009 ha partecipato al Campionato mondiale di calcio Under-20 2009 svoltosi in Egitto. Esordisce con la nazionale maggiore australiana il 7 dicembre 2012,, a 22 anni, 2 mesi e 22 giorni, sotto la guida tecnica di Holger Osieck, segnando un gol e fornendo un assist.
Con la nazionale partecipa ad alcune amichevoli e alle Qualificazioni per il mondiale 2018.
Nel novembre del 2022, viene incluso dal CT Graham Arnold nella rosa partecipante ai Mondiali di calcio in Qatar.

## Statistiche

### Presenze e reti nei club
Statistiche aggiornate al 7 maggio 2023.
| Stagione                 | Squadra                  | Campionato               | Campionato | Campionato | Coppe nazionali | Coppe nazionali | Coppe nazionali | Coppe continentali | Coppe continentali | Coppe continentali | Altre coppe | Altre coppe | Altre coppe | Totale | Totale |
| Stagione                 | Squadra                  | Comp                     | Pres       | Reti       | Comp            | Pres            | Reti            | Comp               | Pres               | Reti               | Comp        | Pres        | Reti        | Pres   | Reti   |
| ------------------------ | ------------------------ | ------------------------ | ---------- | ---------- | --------------- | --------------- | --------------- | ------------------ | ------------------ | ------------------ | ----------- | ----------- | ----------- | ------ | ------ |
| 2010-2011                | St. Mirren               | SPL                      | 13         | 0          | SC+CdL          | 5+0             | 1+0             | -                  | -                  | -                  | -           | -           | -           | 18     | 1      |
| 2011-2012                | St. Mirren               | SPL                      | 8          | 1          | SC+CdL          | 4+0             | 0+0             | -                  | -                  | -                  | -           | -           | -           | 12     | 1      |
| Totale St. Mirren        | Totale St. Mirren        | Totale St. Mirren        | 21         | 1          |                 | 9               | 1               |                    | -                  | -                  |             | -           | -           | 30     | 2      |
| 2012-2013                | Western Sydney           | AL                       | 22+1       | 1+0        | -               | -               | -               | -                  | -                  | -                  | -           | -           | -           | 23     | 1      |
| 2013-2014                | Western Sydney           | AL                       | 23+2       | 3+0        | -               | -               | -               | ACL                | 5                  | 1                  | -           | -           | -           | 30     | 4      |
| Totale Western Sydney W. | Totale Western Sydney W. | Totale Western Sydney W. | 45+3       | 4+0        |                 | -               | -               |                    | 5                  | 1                  |             | -           | -           | 53     | 5      |
| 2014-2015                | Melbourne City           | AL                       | 25+2       | 7+0        | -               | -               | -               | -                  | -                  | -                  | -           | -           | -           | 27     | 7      |
| 2015-2016                | Melbourne City           | AL                       | 24+2       | 11+0       | CA              | 4               | 6               | -                  | -                  | -                  | -           | -           | -           | 32     | 17     |
| Totale Melbourne City    | Totale Melbourne City    | Totale Melbourne City    | 49+4       | 18+0       |                 | 4               | 6               |                    | -                  | -                  |             | -           | -           | 59     | 24     |
| 2016-2017                | Huddersfield Town        | FLC                      | 45+3       | 4+0        | FACup+CdL       | 2+1             | 0+0             | -                  | -                  | -                  | -           | -           | -           | 51     | 4      |
| 2017-2018                | Huddersfield Town        | PL                       | 36         | 4          | FACup+CdL       | 1+1             | 0+0             | -                  | -                  | -                  | -           | -           | -           | 38     | 4      |
| 2018-2019                | Huddersfield Town        | PL                       | 29         | 3          | FACup+CdL       | 0+1             | 0+0             | -                  | -                  | -                  | -           | -           | -           | 30     | 3      |
| ago. 2019                | Huddersfield Town        | FLC                      | 1          | 0          | FACup+CdL       | 0+0             | 0+0             | -                  | -                  | -                  | -           | -           | -           | 1      | 0      |
| Totale Huddersfield      | Totale Huddersfield      | Totale Huddersfield      | 81+3       | 11+0       |                 | 6               | 0               |                    | -                  | -                  |             | -           | -           | 90     | 11     |
| 2019-2020                | Brighton                 | PL                       | 31         | 2          | FACup+CdL       | 0+1             | 0+0             | -                  | -                  | -                  | -           | -           | -           | 32     | 2      |
| 2020                     | Shanghai Haigang         | CSL                      | 4+6        | 1+0        | CC              | 1               | 0               | ACL                | 6                  | 0                  | -           | -           | -           | 17     | 1      |
| 2021                     | Shanghai Haigang         | CSL                      | 13         | 5          | CC              | 1               | 0               | -                  | -                  | -                  | -           | -           | -           | 14     | 5      |
| Totale Shanghai SIPG     | Totale Shanghai SIPG     | Totale Shanghai SIPG     | 17+6       | 6+0        |                 | 2               | 0               |                    | 6                  | 0                  |             | -           | -           | 31     | 6      |
| 2022-2023                | Celtic                   | SPL                      | 29         | 4          | SC+CdL          | 4+4             | 3+0             | UCL                | 5                  | 0                  | -           | -           | -           | 42     | 7      |
| Totale carriera          | Totale carriera          | Totale carriera          | 289        | 46         |                 | 30              | 10              |                    | 16                 | 1                  |             | -           | -           | 335    | 57     |

### Cronologia presenze e reti in nazionale
| Cronologia completa delle presenze e delle reti in nazionale ― Australia | Cronologia completa delle presenze e delle reti in nazionale ― Australia | Cronologia completa delle presenze e delle reti in nazionale ― Australia | Cronologia completa delle presenze e delle reti in nazionale ― Australia | Cronologia completa delle presenze e delle reti in nazionale ― Australia | Cronologia completa delle presenze e delle reti in nazionale ― Australia | Cronologia completa delle presenze e delle reti in nazionale ― Australia | Cronologia completa delle presenze e delle reti in nazionale ― Australia |
| Data                                                                     | Città                                                                    | In casa                                                                  | Risultato                                                                | Ospiti                                                                   | Competizione                                                             | Reti                                                                     | Note                                                                     |
| ------------------------------------------------------------------------ | ------------------------------------------------------------------------ | ------------------------------------------------------------------------ | ------------------------------------------------------------------------ | ------------------------------------------------------------------------ | ------------------------------------------------------------------------ | ------------------------------------------------------------------------ | ------------------------------------------------------------------------ |
| 7-12-2012                                                                | Mong Kok                                                                 | Guam                                                                     | 0 – 9                                                                    | Australia                                                                | Amichevole                                                               | 1                                                                        |                                                                          |
| 9-12-2012                                                                | Mong Kok                                                                 | Australia                                                                | 8 – 0                                                                    | Taiwan                                                                   | Amichevole                                                               | 1                                                                        |                                                                          |
| 28-7-2013                                                                | Seul                                                                     | Australia                                                                | 3 – 4                                                                    | Cina                                                                     | Coppa dell'Asia orientale 2013                                           | 1                                                                        |                                                                          |
| 18-11-2014                                                               | Osaka                                                                    | Giappone                                                                 | 2 – 1                                                                    | Australia                                                                | Amichevole                                                               | -                                                                        | 87’                                                                      |
| 25-3-2015                                                                | Kaiserslautern                                                           | Germania                                                                 | 2 – 2                                                                    | Australia                                                                | Amichevole                                                               | -                                                                        | 69’                                                                      |
| 30-3-2015                                                                | Skopje                                                                   | Macedonia                                                                | 0 – 0                                                                    | Australia                                                                | Amichevole                                                               | -                                                                        | 52’ 62’                                                                  |
| 3-9-2015                                                                 | Perth                                                                    | Australia                                                                | 5 – 0                                                                    | Bangladesh                                                               | Qual. Mondiali 2018                                                      | 1                                                                        |                                                                          |
| 8-9-2015                                                                 | Dušanbe                                                                  | Tagikistan                                                               | 0 – 3                                                                    | Australia                                                                | Qual. Mondiali 2018                                                      | -                                                                        | 68’                                                                      |
| 8-10-2015                                                                | Amman                                                                    | Giordania                                                                | 2 – 0                                                                    | Australia                                                                | Qual. Mondiali 2018                                                      | -                                                                        |                                                                          |
| 12-11-2015                                                               | Canberra                                                                 | Australia                                                                | 3 – 0                                                                    | Kirghizistan                                                             | Qual. Mondiali 2018                                                      | -                                                                        |                                                                          |
| 17-11-2015                                                               | Dacca                                                                    | Bangladesh                                                               | 0 – 4                                                                    | Australia                                                                | Qual. Mondiali 2018                                                      | -                                                                        | 47’                                                                      |
| 24-3-2016                                                                | Adelaide                                                                 | Australia                                                                | 7 – 0                                                                    | Tagikistan                                                               | Qual. Mondiali 2018                                                      | -                                                                        |                                                                          |
| 29-3-2016                                                                | Sydney                                                                   | Australia                                                                | 5 – 1                                                                    | Giordania                                                                | Qual. Mondiali 2018                                                      | 1                                                                        |                                                                          |
| 27-5-2016                                                                | Sunderland                                                               | Inghilterra                                                              | 2 – 1                                                                    | Australia                                                                | Amichevole                                                               | -                                                                        | 37’ 84’                                                                  |
| 4-6-2016                                                                 | Sydney                                                                   | Australia                                                                | 1 – 0                                                                    | Grecia                                                                   | Amichevole                                                               | -                                                                        |                                                                          |
| 7-6-2016                                                                 | Melbourne                                                                | Australia                                                                | 1 – 2                                                                    | Grecia                                                                   | Amichevole                                                               | -                                                                        | 60’ 72’                                                                  |
| 1-9-2016                                                                 | Perth                                                                    | Australia                                                                | 2 – 0                                                                    | Iraq                                                                     | Qual. Mondiali 2018                                                      | -                                                                        | 10’                                                                      |
| 6-9-2016                                                                 | Abu Dhabi                                                                | Emirati Arabi Uniti                                                      | 0 – 1                                                                    | Australia                                                                | Qual. Mondiali 2018                                                      | -                                                                        |                                                                          |
| 6-10-2016                                                                | Gedda                                                                    | Arabia Saudita                                                           | 2 – 2                                                                    | Australia                                                                | Qual. Mondiali 2018                                                      | -                                                                        |                                                                          |
| 11-10-2016                                                               | Melbourne                                                                | Australia                                                                | 1 – 1                                                                    | Giappone                                                                 | Qual. Mondiali 2018                                                      | -                                                                        | 82’                                                                      |
| 15-11-2016                                                               | Bangkok                                                                  | Thailandia                                                               | 2 – 2                                                                    | Australia                                                                | Qual. Mondiali 2018                                                      | -                                                                        |                                                                          |
| 23-3-2017                                                                | Baghdad                                                                  | Iraq                                                                     | 1 – 1                                                                    | Australia                                                                | Qual. Mondiali 2018                                                      | -                                                                        | 23’                                                                      |
| 8-6-2017                                                                 | Adelaide                                                                 | Australia                                                                | 3 – 2                                                                    | Arabia Saudita                                                           | Qual. Mondiali 2018                                                      | -                                                                        |                                                                          |
| 13-6-2017                                                                | Melbourne                                                                | Australia                                                                | 0 – 4                                                                    | Brasile                                                                  | Amichevole                                                               | -                                                                        | 78’                                                                      |
| 19-6-2017                                                                | Soči                                                                     | Australia                                                                | 2 – 3                                                                    | Germania                                                                 | Conf. Cup 2017 - 1º turno                                                | -                                                                        |                                                                          |
| 22-6-2017                                                                | San Pietroburgo                                                          | Camerun                                                                  | 1 – 1                                                                    | Australia                                                                | Conf. Cup 2017 - 1º turno                                                | -                                                                        |                                                                          |
| 5-9-2017                                                                 | Melbourne                                                                | Australia                                                                | 2 – 1                                                                    | Thailandia                                                               | Qual. Mondiali 2018                                                      | -                                                                        |                                                                          |
| 5-10-2017                                                                | Malacca                                                                  | Siria                                                                    | 1 – 1                                                                    | Australia                                                                | Qual. Mondiali 2018                                                      | -                                                                        |                                                                          |
| 10-10-2017                                                               | Sydney                                                                   | Australia                                                                | 2 – 1 dts                                                                | Siria                                                                    | Qual. Mondiali 2018                                                      | -                                                                        | 11’                                                                      |
| 10-11-2017                                                               | San Pedro Sula                                                           | Honduras                                                                 | 0 – 0                                                                    | Australia                                                                | Qual. Mondiali 2018                                                      | -                                                                        |                                                                          |
| 15-11-2017                                                               | Sydney                                                                   | Australia                                                                | 3 – 1                                                                    | Honduras                                                                 | Qual. Mondiali 2018                                                      | -                                                                        | 45+2’                                                                    |
| 23-3-2018                                                                | Oslo                                                                     | Norvegia                                                                 | 4 – 1                                                                    | Australia                                                                | Amichevole                                                               | -                                                                        |                                                                          |
| 1-6-2018                                                                 | Sankt Pölten                                                             | Australia                                                                | 4 – 0                                                                    | Rep. Ceca                                                                | Amichevole                                                               | -                                                                        |                                                                          |
| 9-6-2018                                                                 | Budapest                                                                 | Ungheria                                                                 | 1 – 2                                                                    | Australia                                                                | Amichevole                                                               | -                                                                        |                                                                          |
| 16-6-2018                                                                | Kazan'                                                                   | Francia                                                                  | 2 – 1                                                                    | Australia                                                                | Mondiali 2018 - 1º turno                                                 | -                                                                        |                                                                          |
| 21-6-2018                                                                | Samara                                                                   | Danimarca                                                                | 1 – 1                                                                    | Australia                                                                | Mondiali 2018 - 1º turno                                                 | -                                                                        |                                                                          |
| 26-6-2018                                                                | Soči                                                                     | Australia                                                                | 0 – 2                                                                    | Perù                                                                     | Mondiali 2018 - 1º turno                                                 | -                                                                        |                                                                          |
| 17-11-2018                                                               | Brisbane                                                                 | Australia                                                                | 1 – 1                                                                    | Corea del Sud                                                            | Amichevole                                                               | -                                                                        |                                                                          |
| 20-11-2018                                                               | Sydney                                                                   | Australia                                                                | 3 – 0                                                                    | Libano                                                                   | Amichevole                                                               | -                                                                        | 82’                                                                      |
| 10-9-2019                                                                | Al Kuwait                                                                | Kuwait                                                                   | 0 – 3                                                                    | Australia                                                                | Qual. Mondiali 2022                                                      | 1                                                                        |                                                                          |
| 10-10-2019                                                               | Canberra                                                                 | Australia                                                                | 5 – 0                                                                    | Nepal                                                                    | Qual. Mondiali 2022                                                      | -                                                                        | 62’                                                                      |
| 15-10-2019                                                               | Kaohsiung                                                                | Taipei cinese                                                            | 1 – 7                                                                    | Australia                                                                | Qual. Mondiali 2022                                                      | -                                                                        | 62’                                                                      |
| 14-11-2019                                                               | Amman                                                                    | Giordania                                                                | 0 – 1                                                                    | Australia                                                                | Qual. Mondiali 2022                                                      | -                                                                        |                                                                          |
| 2-9-2021                                                                 | Doha                                                                     | Australia                                                                | 3 – 0                                                                    | Cina                                                                     | Qual. Mondiali 2022                                                      | -                                                                        | 46’                                                                      |
| 5-9-2021                                                                 | Hanoi                                                                    | Vietnam                                                                  | 0 – 1                                                                    | Australia                                                                | Qual. Mondiali 2022                                                      | -                                                                        | 46’                                                                      |
| 7-10-2021                                                                | Doha                                                                     | Australia                                                                | 3 – 1                                                                    | Oman                                                                     | Qual. Mondiali 2022                                                      | -                                                                        | 63’                                                                      |
| 12-10-2021                                                               | Saitama                                                                  | Giappone                                                                 | 2 – 1                                                                    | Australia                                                                | Qual. Mondiali 2022                                                      | -                                                                        | 62’                                                                      |
| 27-1-2022                                                                | Melbourne                                                                | Australia                                                                | 4 – 0                                                                    | Vietnam                                                                  | Qual. Mondiali 2022                                                      | -                                                                        | 81’                                                                      |
| 1-2-2022                                                                 | Mascate                                                                  | Oman                                                                     | 2 – 2                                                                    | Australia                                                                | Qual. Mondiali 2022                                                      | 1                                                                        | 85’                                                                      |
| 1-6-2022                                                                 | Al Wakrah                                                                | Australia                                                                | 2 – 1                                                                    | Giordania                                                                | Amichevole                                                               | -                                                                        | 62’                                                                      |
| 7-6-2022                                                                 | Ar Rayyan                                                                | Emirati Arabi Uniti                                                      | 1 – 2                                                                    | Australia                                                                | Qual. Mondiali 2022                                                      | -                                                                        |                                                                          |
| 13-6-2022                                                                | Ar Rayyan                                                                | Australia                                                                | 0 – 0 dts (5 – 4 dtr)                                                    | Perù                                                                     | Qual. Mondiali 2022                                                      | -                                                                        |                                                                          |
| 22-9-2022                                                                | Brisbane                                                                 | Australia                                                                | 1 – 0                                                                    | Nuova Zelanda                                                            | Amichevole                                                               | -                                                                        |                                                                          |
| 22-11-2022                                                               | Al Wakrah                                                                | Francia                                                                  | 4 – 1                                                                    | Australia                                                                | Mondiali 2022 - 1º turno                                                 | -                                                                        | 90+5’                                                                    |
| 26-11-2022                                                               | Al Wakrah                                                                | Tunisia                                                                  | 0 – 1                                                                    | Australia                                                                | Mondiali 2022 - 1º turno                                                 | -                                                                        |                                                                          |
| 30-11-2022                                                               | Al Wakrah                                                                | Australia                                                                | 1 – 0                                                                    | Danimarca                                                                | Mondiali 2022 - 1º turno                                                 | -                                                                        |                                                                          |
| 3-12-2022                                                                | Al Rayyan                                                                | Argentina                                                                | 2 – 1                                                                    | Australia                                                                | Mondiali 2022 - Ottavi di finale                                         | -                                                                        |                                                                          |
| Totale                                                                   |                                                                          | Presenze                                                                 | 57                                                                       |                                                                          | Reti                                                                     | 7                                                                        |                                                                          |

## Palmarès

### Club

#### Competizioni nazionali
- Premier's Plate: 1

Western Sydney: 2012-2013
- FFA Cup: 1

Melbourne City: 2016
- Campionato scozzese: 1

Celtic: 2022-2023
- Coppa di Lega scozzese: 1

Celtic: 2022-2023
- Coppa di Scozia: 1

Celtic: 2022-2023

#### Competizioni internazionali
- AFC Champions League: 1

Western Sydney: 2014

### Individuale
- Capocannoniere della FFA Cup: 1

2015 (6 reti)